# Nonthaburi Challenger II 2023
Il Nonthaburi Challenger II 2023 è stato un torneo maschile tennis professionistico. È stata la 5ª edizione del torneo, facente parte della categoria Challenger 75 nell'ambito dell'ATP Challenger Tour 2023, con un montepremi di 80 000 $. Si è svolto dal 9 al 15 gennaio 2023 sui campi in cemento del Lawn Tennis Association of Thailand di Nonthaburi, in Thailandia.

## Partecipanti

### Teste di serie
| Nazionalità | Giocatore        | Ranking* | Testa di serie |
| ----------- | ---------------- | -------- | -------------- |
| Austria     | Dennis Novak     | 180      | 1              |
| Sudafrica   | Lloyd Harris     | 237      | 2              |
| Polonia     | Kacper Żuk       | 245      | 3              |
| Rep. Ceca   | Zdeněk Kolář     | 247      | 4              |
| Belgio      | Michael Geerts   | 254      | 5              |
| Polonia     | Daniel Michalski | 260      | 6              |
| Giappone    | Sho Shimabukuro  | 264      | 7              |
| Stati Uniti | Tennys Sandgren  | 265      | 8              |

* Ranking al 2 gennaio 2023.

### Altri partecipanti
I seguenti giocatori hanno ricevuto una wild card per il tabellone principale:
- Palaphoom Kovapitukted
- Kasidit Samrej
- Wishaya Trongcharoenchaikul

I seguenti giocatori sono entrati in tabellone come alternate:
- Prajnesh Gunneswaran
- Billy Harris

I seguenti giocatori sono passati dalle qualificazioni:
- Giovanni Fonio
- Henri Squire
- Evgenij Donskoj
- Arthur Cazaux
- Jason Jung
- Alafia Ayeni

## Punti e montepremi
| Torneo    | Torneo              | V      | F     | SF    | QF    | 2T    | 1T  | Q | Q2  | Q1  |
| Singolare | Punti               | 75     | 50    | 30    | 16    | 7     | 0   | 4 | 2   | 0   |
| Singolare | Premi in denaro ($) | 10 840 | 6 355 | 3 780 | 2 200 | 1 300 | 780 | – | 390 | 200 |
| Doppio    | Punti               | 75     | 50    | 30    | 16    | –     | 0   | – | –   | –   |
| Doppio    | Premi in denaro ($) | 4 645  | 2 700 | 1 630 | 965   | –     | 545 | – | –   | –   |

## Campioni

### Singolare
Arthur Cazaux ha sconfitto in finale  Lloyd Harris con il punteggio di 7–6(5), 6–2.

### Doppio
Yuki Bhambri /  Saketh Myneni hanno sconfitto in finale  Christopher Rungkat /  Akira Santillan con il punteggio di 2–6, 7–6(7), [14–12].